# Lúcio Sício Dentato

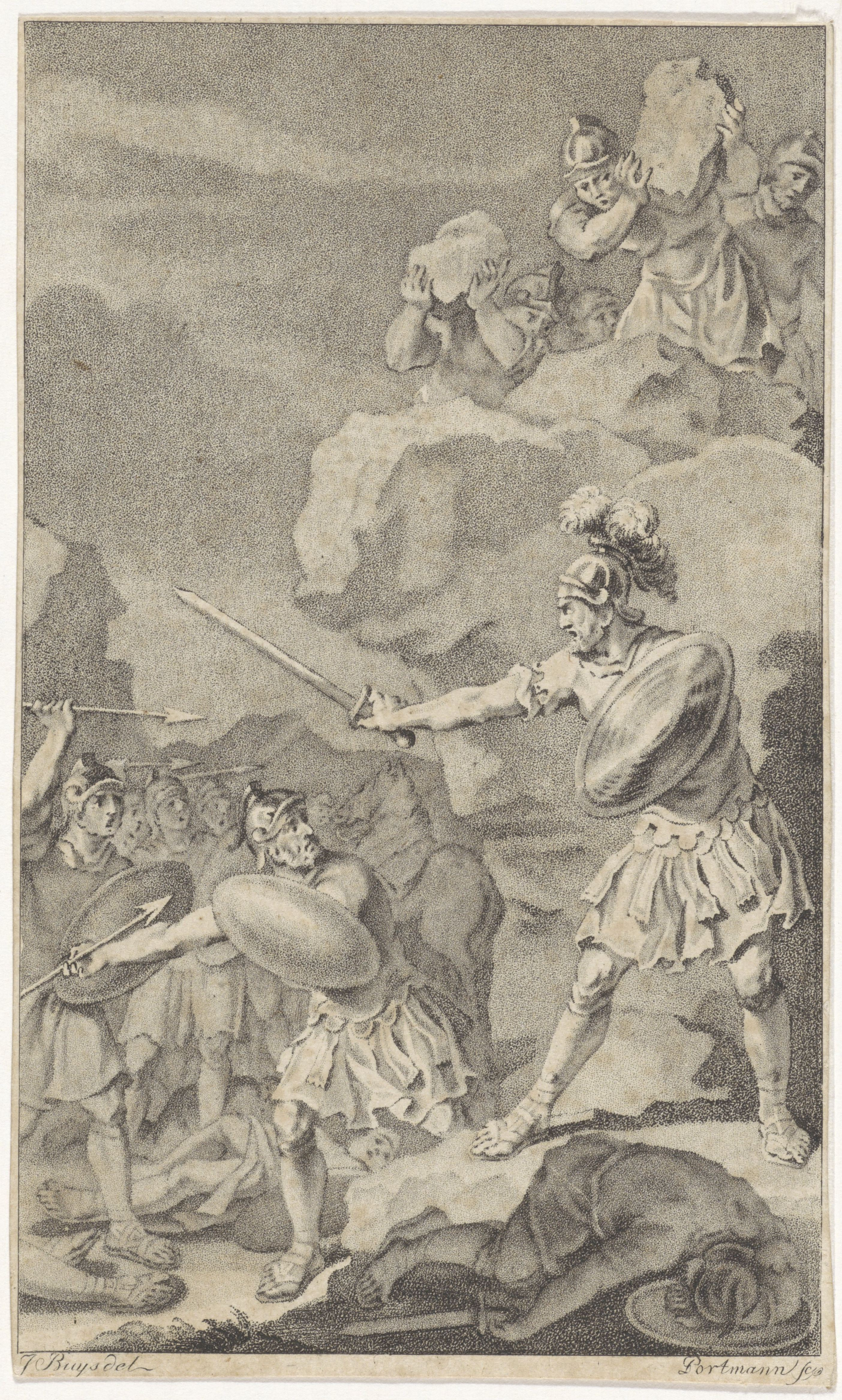
Desenho representando Lúcio, pintado c.1794

Lúcio Sício Dentato ou Lúcio Sícino Dentato (514 a.C.–450 a.C. (64 anos); em latim: Lucius Siccius Dentatus ou Lucius Sicinus Dentatus) foi um político dos primeiros anos da República Romana eleito tribuno da plebe em 454 a.C..

## Biografia
De origem plebeia, combateu como soldado com o cônsul Tito Sicínio Sabino na guerra contra os volscos e, depois, contra os équos e samnitas. Por seu valor, foi promovido a centurião e depois a primipilo. Por seus méritos, recebeu a coroa de grama. 
Em 454 a.C., foi eleito tribuno da plebe. Em 450 a.C., foi enviado com sua legião para lutar contra os sabinos, que estavam atacando o território romano. Rapidamente se destacou, menos por seu valor em combate, mas pela reputação que tinha entre as tropas por defender os direitos da plebe, suspensos depois da eleição dos decênviros (vide Primeiro Decenvirato), 
que só foram restaurados depois da promulgação da Lei das Doze Tábuas.
Segundo o relato de Lívio, foi traído e assassinado por soldados dos decênviros com os quais havia sido enviado em patrulha, mas não sem antes assassinar um grande número deles. Os sobreviventes mentiram e relataram que ele teria sido atacado por inimigos e que Sício morreu de forma valorosa.
Todavia, quando seus amigos do exército foram até o local onde a emboscada teria ocorrido para sepultar os mortos, descobriram a verdade, pois não havia sinal de inimigos e o corpo de Sício ainda estava armada, rodeado pelos corpos dos soldados romanos que receberam ordens de matá-lo. Quando a notícia se espalhou, os soldados ficaram indignado e começaram uma grande agitação na tentativa de levarem o corpo de Sício até Roma. Para acalmar os ânimos, os decênviros concederam-lhe a honra de um funeral de estado com grandes honras, mas, ainda assim, o episódio só aumentou o descontentamento contra os decênviros e acelerou sua queda, que ocorreria logo depois do incidente com a jovem Vergínia.
Pouco antes de morrer, fundou Sicignano degli Alburni, na Itália.